# 岩波洋造
岩波 洋造（いわなみ ようぞう、1926年5月20日 - 2023年12月31日)は、日本の植物・花粉学者、横浜市立大学名誉教授。

## 略歴
長野県北安曇郡平村（現大町市）出身。旧制大町中学（長野県大町岳陽高等学校）、東京高等師範学校を経て、1954年東京文理科大学生物学科卒業、1961年東京教育大学理学博士。横浜市立大学文理学部講師、助教授をへて、教授。1987年定年退官、名誉教授。2006年瑞宝中綬章受勲。

## 著書
- 『花粉』 (共立科学選書 共立出版 1956
- 『わかる花と花粉の実験』 (中学生の生物実験教室 岩崎書店 1959
- 『花粉学大要』風間書房 1964
- 『花と花粉 自然のふしぎないとなみ』 (総合サイエンスライブラリー 総合図書 1967
- 『光合成の世界 地球上の生命を支える秘密』 (ブルーバックス)講談社 1970
- 『生命のデザイン 生物の造形美を見る』 (ブルーバックス)講談社 1973
- 『植物のSEX 知られざる性の世界』 (ブルーバックス)講談社 1973
- 『植物を考える』 (出光科学叢書 出光書店 1977
- 『花と花粉の世界』 (玉川選書)玉川大学出版部 1977
- 『花粉学』講談社 1980
- 『教室では教えない植物の話 森林浴からバイオアートまで』 (ブルーバックス)講談社 1986
- 『バイオアート 生命のデザイン』講談社 1991
- 『バイオアートパターン集 生命のデザイン 神からの贈りもの!! 1 (植物編)』バイオアート協会編. 海鳴社 1995
- 『自然のかくし絵 サイエンスからアートへ』海鳴社 1995
- 『アートぬり絵 バイオアート入門』海鳴社 2008

### 共著
- 『生物質問箱 身近な生物から遺伝子工学まで』関口晃一、草薙昭雄共著 講談社 (ブルーバックス)1981
- 『絵をみてできる生物実験』森脇美武共著. 講談社 1983
- 『図説花粉 走査電顕写真を中心として』山田義男共著. 講談社 1984
- 『かたちの秘密』岩波洋造 [ほか]著, 彰国社編 彰国社 1986
- 『絵をみてできる生物実験 part 2』森脇美武,渡辺克己共著 講談社 1991
- 『絵をみてできる理科実験』森脇美武共著. 講談社, 2001

## 論文
- <岩波洋造